# Люди вітру
Люди вітру англ. The People of the Wind — науково-фантастичний роман американського письменника Пола Андерсона, вперше виданий у 1973 році. Роман був номінований на премію «Неб'юла» у 1974 році. Це остання книга в серії «Ліга Політехніки» Андерсона. Проте, оскільки події розгортаються через багато поколінь після історій основних героїв серії, Ніколаса ван Рейна і Девіда Фалкейна, і за декілька поколінь до подій наступної серії Андерсона — «Терранська Імперія», цей твір краще розглядати як міст між двома серіями.

## Синопсис
Люди вітру розповідає про зіткнення двох абсолютно різних культур на планеті Авалон. Перша культура складається з людей, що мають земне коріння і можуть вважатися людством у повному сенсі. Вони створили високоорганізоване і складне суспільство. Друга культура — це крилаті створіння, що залишаються «вільними, як вітер». Попри цю всю відмінність, ці дві групи змогли об'єднатися і сформувати єдину націю, що поєднує найкращі риси обох народів. Проте, внаслідок обставин, вони змушені вступити у війну, і населення Авалону змушене обирати, на чиєму боці бути. Якщо ж вибір не буде зроблений, вони ризикують наразитися на ворожнечу з обох боків.

## Нагороди
- Номінант на премію Г'юго за найкращий науково-фантастичний твір 1974 року[4]
- Номінант на премію Локус 1974 року[5]
- Номінант на премію Неб'юла 1974 року[6]

## Історія видань
Люди вітру вперше був виданий у 1973 році, а перевиданий видавництвом Signet як кишенькове видання 17 січня 1978 року. 
У 2009 році твір увійшов до третього тому повної збірки «Цивілізація Техніків» видавництва Baen (перевидано в м'якій обкладинці у 2011 році).
У 1975 році Metagaming Concepts випустили настільну військову гру під назвою «Ітрій» англ. The Ythri, засновану на романі Андерсона.